# Konjeniški kip Bartolomea Colleonija
Konjeniški kip Bartolomea Colleonija je renesančna skulptura na Campo Santi Giovanni e Paolo v Benetkah v Italiji, delo Andrea del Verrocchio v letih 1480–1488. Upodablja kondotjera Bartolomea Colleonija (ki je dolgo služil pod Beneško republiko) in je visok 395 cm brez podstavka. Je drugi večji konjeniški kip italijanske renesanse, po Donatellovem konjeniškem kipu Gattamelata (1453).

## Zgodovina
Leta 1475 je umrl kondotjer Colleoni, nekdanji generalni stotnik Beneške republike, ki je po svoji oporoki zapustil znaten del svojega premoženja republiki pod pogojem, da se naroči njegov kip in postavi na Trg svetega Marka. Leta 1479 je republika napovedala, da bo sprejela dediščino, vendar (ker kipi niso bili dovoljeni na trgu) bo kip postavljen na odprtem prostoru pred Scuola San Marco. Za izbiro kiparja je bil razpisan natečaj. Za naročilo so se potegovali trije kiparji, Verrocchio iz Firenc, Alessandro Leopardi iz Benetk in Bartolomeo Vellano iz Padove. Verrocchio je naredil model svoje predlagane skulpture z uporabo lesa in črnega usnja, medtem ko so drugi izdelovali modele iz voska in terakote. Trije modeli so bili leta 1483 razstavljeni v Benetkah, pogodba pa je bila dodeljena Verrocchiu. Nato je odprl delavnico v Benetkah in izdelal končni model iz voska, ki je bil pripravljen za ulivanje v bron, vendar je umrl leta 1488, preden je bilo to storjeno.
Prosil je, da bi njegovemu učencu Lorenzu di Crediju, ki je takrat vodil njegovo delavnico v Firencah, zaupali dokončanje kipa, a je beneška država po precejšnjem odlašanju za to naročila Alessandra Leopardija. Leta 1496 so kip postavili na podstavek, ki ga je izdelal Leopardi v Campo SS. Giovanni e Paolo, kjer stoji še  danes.

## Opis
Verrocchio je zasnoval skulpturo na Donatellovem kipu Gattamelata, pa tudi na antičnem [[kipu Marka Avrelija v Rimu, konjih sv. Marka v Benetkah, Regisole (poznoantično delo v Pavii, danes izgubljeno) in freskah Nagrebni spomenik siru Johnu Hawkwoodu Paola Uccella in konjeniškega spomenika Niccola da Tolentina Andrea del Castagno.
Glavna težava, s katero se je moral soočiti, je bila statika: prikaz konja med premikanjem z dvignjeno nogo bi lahko povzročil težave s stabilnostjo zaradi prevelike teže brona, ki ga podpirajo le tri razmeroma tanke noge. Donatello je v svojem spomeniku v Padovi delno rešil problem tako, da je dvignjeno nogo postavil na kroglo. Verrocchio je bil prvi, ki je rešil problem, ko je bil konj podprt s tremi nogami.
Čeprav ni bil postavljen tam, kjer je želel Colleoni, je umetnostni zgodovinar Passavent poudaril, kako lepo je videti na svojem dejanskem položaju in zapisal, da je »veličasten občutek gibanja v tej figuri pokazal izjemno prednost v njeni sedanji postavitvi«  in da, kot kiparstvo »daleč presega vse, kar je stoletje še želelo ali mislilo, da je mogoče«. Poudarja, da sta tako človek kot konj enako dobra in sta skupaj neločljiva dela skulpture.
Verrocchio verjetno še nikoli ni videl Colleonija in kip ni portret moškega, ampak ideja o močnem in neusmiljenem vojaškem poveljniku, ki »kima titanske moči in energijo«. To je v nasprotju z Donatellovim kipom v Padovi kondotjera, znanega kot Gattamelata, s svojim »pridihom umirjenega poveljevanja«, saj je bil ves Verrocchiov trud » posvečen upodabljanju gibanja ter občutku napetosti in energije«.

## Kopije
Leta 1909 je bila narejena elektrotipska kopija kipa za zbirko odlitkov in kopij kiparstva, ki je kasneje postal Narodni muzej v Szczecinu na Poljskem. To kopijo so leta 1948 preselili v Varšavo, kjer so jo nazadnje postavili pred Akademijo za likovno umetnost kot navdih študentom. Leta 1992 je mesto Szczecin zaprosilo za vrnitev kopije, ki je bila odobrena leta 2001, leta 2002 pa so jo postavili na Plac Lotników (Trg letalcev) v Szczecinu in jo razkril predsednik Szczecina in Colleonijev potomec, odvetnik Guardo Colleoni. Pogoj za vrnitev kopije v Szczecin je bil, da kopija te kopije ostane zunaj Akademije za likovno umetnost v Varšavi, kjer danes stoji bronasta kopija elektrotipske kopije.
Druga kopija kipa stoji v Montevideu, Urugvaj, pred Šolo za arhitekturo Univerze republike.